# Dornbirner Messe

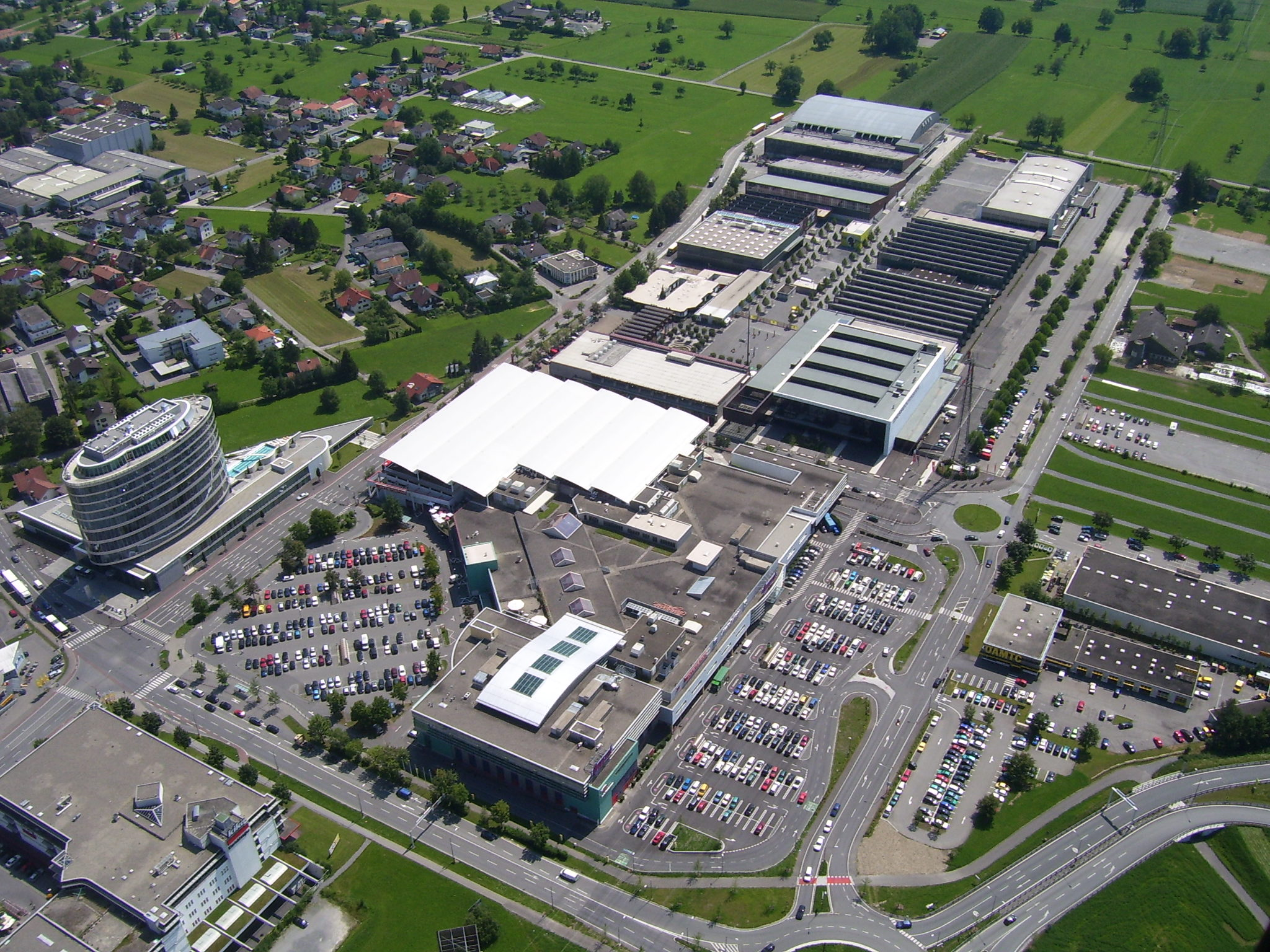
Luftbild von Norden. Links Panoramahaus, rechts davon Messepark. Rechts hinten Messegelände. (2007)

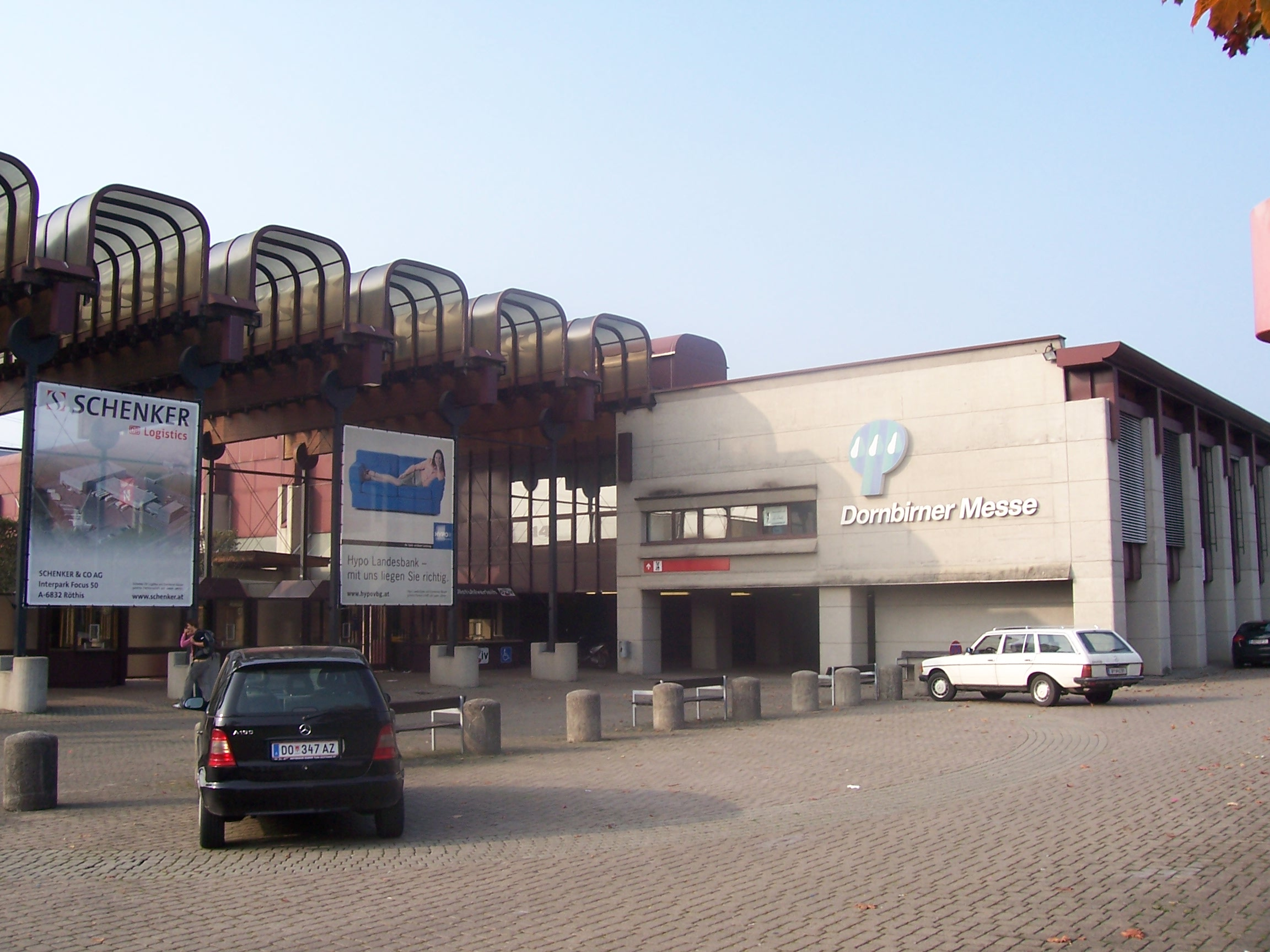
Alter Haupteingang des Dornbirner Messegeländes

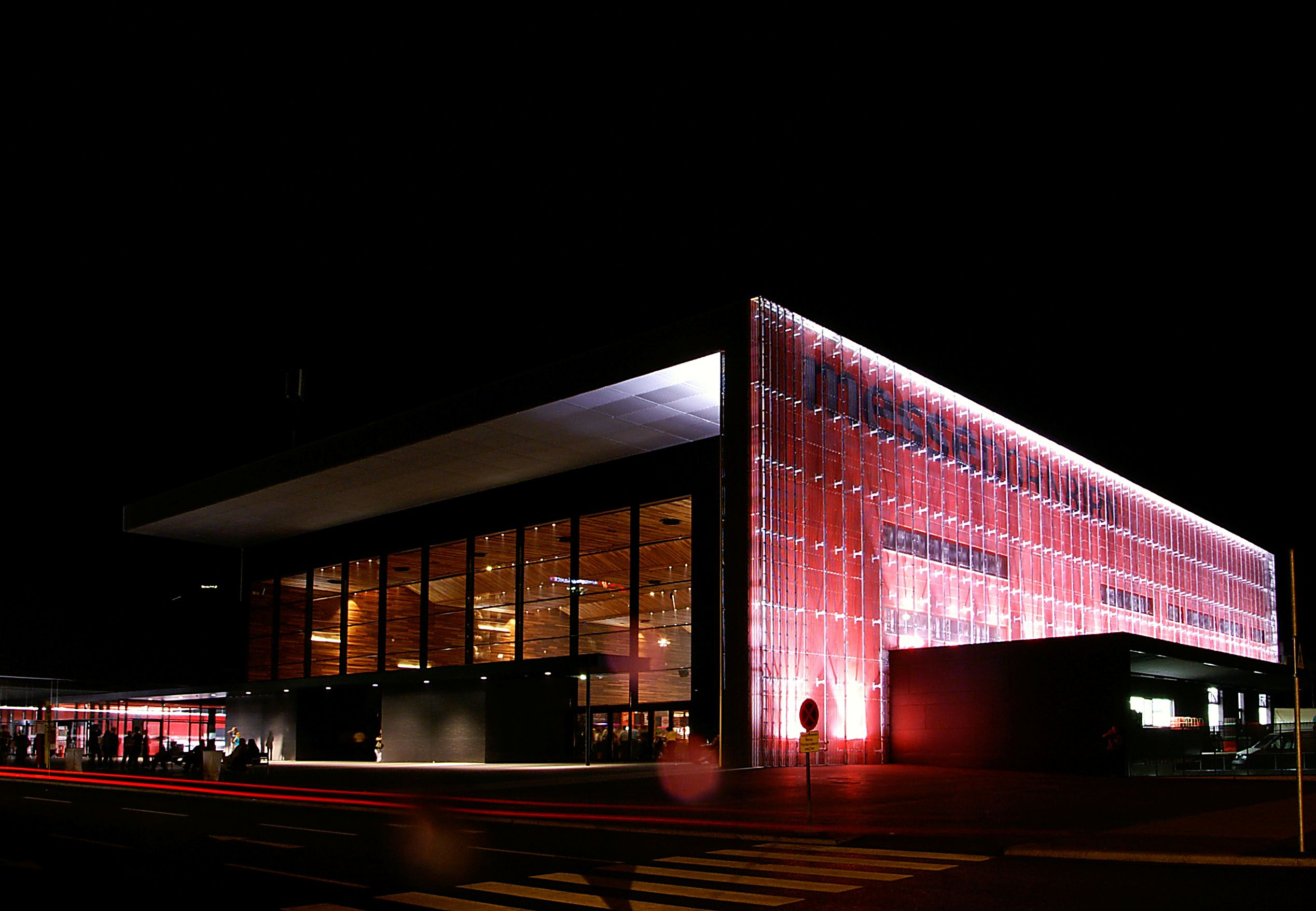
Das neu errichtete Haus der Messe bei Nacht.

Die Messe Dornbirn GmbH betreibt das Messequartier in Dornbirn und ist der größte Messeveranstalter in Vorarlberg. 

## Geschichte
Auf Initiative des Verkehrsvereins Dornbirn (heute Dornbirn Tourismus) unter der Leitung des Sparkassendirektors Eugen Lecher wurde vom 26. Juli bis zum 6. August 1949 die „1. Export- und Musterschau Dornbirn“ veranstaltet. Ziel war, die Ausfuhr von Vorarlberger Produkten, insbesondere von Produkten der damals großen Textilindustrie, voranzutreiben. Als Ausstellungsleiter fungierte Hermann Rhomberg.
Die Ausstellung fand damals in den Räumlichkeiten der verschiedenen Schulen im Zentrum von Dornbirn sowie in aufgestellten Leihzelten statt. Da die erste Ausstellung mit 541 Ausstellern (davon 509 aus Österreich) und 150.000 Besuchern aus dem In- und Ausland ein voller Erfolg war, wurde beschlossen, die Ausstellung in den folgenden Jahren zu wiederholen und eine eigene Gesellschaft, die „Export- und Mustermesse Ges.m.b.H. Dornbirn“, zu gründen.
Obgleich die Neugründung der Dornbirner Messe nach dem Zweiten Weltkrieg für Stadt und Land einen wirtschaftlichen Aufschwung mit sich brachte, wird in der heutigen Zeit immer mehr Kritik an den Personalstrukturen dieser Zeit laut. Den Vorwürfen nach sollen die Gründer der neuen Dornbirner Messe ausschließlich wohlhabende Fabrikbesitzer gewesen sein. Diese hätten mit den Nationalsozialisten kooperiert und wären durch ihre Beteiligung an der Dornbirner Messe nach Kriegsende der Entnazifizierung entronnen. Obwohl zahlreiche Dornbirner Fabrikbesitzer Nationalsozialisten waren, lässt sich die Richtigkeit dieser Aussage heute nicht mehr vollständig nachvollziehen. In der Dornbirner Messe waren nach dem Krieg auch der ehemalige NS-Landeshauptmann Anton Plankensteiner sowie als Pressechef der Hohenemser NS-Propagandist und antisemitische Publizist Bruno Amann (1913–1963) und als Sekretärin die ehemalige Gauabteilungsleiterin der NS-Frauenschaft Natalie Beer (1903–1987) beschäftigt.
1953 wurde beim Schulzentrum die Messehalle, die heutige Stadthalle, errichtet, die neben dem Zweck als Ausstellungshalle auch als Veranstaltungssaal während des Jahres genutzt werden konnte. Im Jahr 1957 wurde mit dem „Messehochhaus“ in der Realschulstraße ein Symbol des wirtschaftlichen Aufschwungs errichtet.
1966 wurde der Textilbereich aus der Sommermesse ausgegliedert und in eine eigene Fachmesse im Herbst verlagert. Dies zeigte jedoch keinen Erfolg, und diese Fachmesse wurde zwei Jahre später wieder eingestellt. Die Sommermesse (heute Herbstmesse) blieb als nicht-fachspezifische Publikumsmesse bestehen.
Die Ausstellungsräumlichkeiten in den Schulen entsprachen bald nicht mehr den Anforderungen. So entstand am Stadtrand bei der Autobahnabfahrt Dornbirn-Süd das heutige Messegelände. 1975 wurde die erste Messe im neuen Gelände abgehalten.
1976 wurde der Name der Messe auf „Dornbirner Messe“ abgeändert. Das neue Gelände ermöglichte es nun, Messen auch während des Schuljahres abzuhalten, und so wurde im Frühjahr die „Hobby- und Freizeitmesse“ (heute SCHAU!) neu installiert. Weil der traditionelle Messetermin Ende Juli / Anfang August in der beliebtesten Urlaubszeit lag und zum Teil sehr heiße Messewochen zu einem Besucherrückgang führten, wurde im Jahr 1995 beschlossen, die Hauptmesse in der ersten Septemberwoche abzuhalten. Die Messe wird seit diesem Termin als „Herbstmesse“ geführt.
Um die Jahrtausendwende wurden in Dornbirn neben der Frühjahrs- und Herbstmesse weitere Fachmessen neu ins Programm genommen. So kamen die Kirchenmesse „Gloria“, die Arbeitsschutzmesse „Preventa“ und auch die Technologiemesse „intertech“ zur Dornbirner Messefamilie. 
Von 2000 bis 2019 fand  während der Festspielzeit (um Ende Juni) 19 Mal die Kunstmesse „ART BODENSEE“ statt, die Serie wurde nach der Unterbrechung 2020 und 2021 im Zuge der COVID-19-Pandemie ganz beendet.
2005 wurde die Herbstmesse erstmals von traditionell neun auf fünf Tage (Mittwoch bis Sonntag) verkürzt. 2006 wurden das neue „Haus der Messe“ (auch „Wirtschaftszelt“ genannt) und das neue Verwaltungsbüro am Messeplatz bezogen. Der Produktname wurde in „Messe Dornbirn“ geändert. Der Unternehmensname bleibt aber weiterhin „Dornbirner Messe GmbH“.
Aufgrund stetiger Anpassungen der Messeformate an die Interessen der Besucher wurden die Kirchenmesse „Gloria“ 2014, die Technologiemesse „intertech“ 2016 sowie die Arbeitsschutzmesse „Preventa“ 2012 nicht mehr weiter durchgeführt.
2010 wurde erstmals die Hochzeitsmesse „Ach du LIEBE Zeit“ (ehemals Hochzeit & Event) durchgeführt. Diese beantwortet angehenden Brautleuten Fragen zu den bevorstehenden Hochzeitsvorbereitungen und wurde 2019 das letzte Mal im Messequartier Dornbirn veranstaltet. 
2013 wurde auch die Baufachmesse „com:bau“ ins Leben gerufen. Im Oktober desselben Jahres wurde erstmals „Die Gustav“ veranstaltet. Als internationaler Salon für Konsumkultur präsentieren sich hier Aussteller aus den Bereichen Design und Genuss.

## Derzeit regelmäßig stattfindende Messen
- Herbstmesse
- com:bau
- SCHAU!
- TECH.CON
- Die Gustav
- Level Up
- Direkt

## Standorte
Das Messegelände Dornbirn liegt direkt an der Autobahnausfahrt 18 der Rheintal/Walgau Autobahn (A14). Die Verwaltung befindet sich im neuen Haus der Messe am Messeplatz.
Das Messestadion ist eine Eis-Mehrzweck-Halle auf dem Gelände der Messe Dornbirn.

## Logo
Das Logo, ein stilisierter Baum mit Birne zitiert das Wappen der Stadt Dornbirn.